# Leo Moser
Leo Moser (Vienna, 11 aprile 1921 – Edmonton, 9 febbraio 1970) è stato un matematico austriaco naturalizzato canadese, conosciuto principalmente per la sua notazione poligonale.

## Biografia
Nato a Vienna, Leo Moser emigrò con i suoi genitori in Canada all'età di tre anni. Ricevette il suo Bachelor's degree in Scienze dall'Università di Manitoba nel 1943 e un Master of Science dall'Università di Toronto nel 1945. Dopo due anni d'insegnamento, si trasferì presso l'Università del Nord Carolina, per completare un dottorato di ricerca, sotto la supervisione di Alfred Brauer. Lì, dal 1950, iniziò a soffrire di problemi cardiaci ricorrenti. Lavorò poi per un anno presso il Texas Technical College, e poi si trasferì all'Università dell'Alberta nel 1951, dove rimase fino alla sua morte all'età di 48 anni, nel 1970.
Nel 1966, Moser pose la questione "Qual è la regione di area più piccola in grado di contenere un arco di curva piana di data lunghezza?". La questione divenne nota come problema del verme di Moser e costituisce ancora un problema aperto in geometria discreta.